# Seondeok de Silla
La Reina Seondeok de Silla (en Hangul: 선덕여왕, Rei Seondeok, 603 - 17 de febrer de 647) va regnar el Silla (un dels Tres Regnes de Corea) des de 632 a 647. Va ser la primera reina de Silla i la segona reina en la història d'Àsia oriental. La seva era va donar lloc al renaixement del pensament de la filosofia, la literatura i l'art.

## Selecció com a hereva
Abans de ser reina, el seu nom era Princesa Deokman (덕만(德曼)). Segons Samguk Sagi, es diu que Deokman va ser la primera filla del rei Jinpyeong. No obstant això, altres registres descriuen que va ser la segona filla del Rei. El fill de la seva germana major, la princesa Cheonmyeong va ser el rei Muyeol de Silla, mentre que l'altra germana de Seondeok, la princesa Seonhwa, es va casar posteriorment amb el rei Mu de Baekje i es va transformar en mare del rei Uija de Baekje. L'existència de Seonhwa és controvertida, a causa d'evidències descobertes en 2009 que apunten que la mare del rei Uija va ser la Reina Sataek, i no Seonhwa com indiquen els registres històrics.
Com que el rei Jinpyeong no tenia cap fill, va designar a Seondeok com l'hereva. Malgrat no tenir precedents, aquesta acció probablement no va ser tan escandalosa a Silla, ja que les dones d'aquest període tenien certa influència com a conselleres, reines mare, i regents (el propi Jinpyeong va guanyar el seu tron com a resultat d'un cop d'estat organitzat per la dama Mishil de Silla). Durant els regnats, les dones eren el cap de les famílies ja que les línies de llinatges eren matriarcals i no patriarcals. Dins del regne del Silla, l'estatus de la dona era relativament alt, però existien restriccions en la seva conducta i comportament; se les descoratjava d'activitats considerades no pertanyents a la dona. Finalment, el regnat de Seondeok va tenir èxit en l'acceptació de dos regnats més de Reines a Silla posteriorment.

## Regne
L'any 632, Seondeok es va convertir en l'única governadora de Silla. Va ser la primera reina a Silla, (les altres dues van ser Jindeok de Silla i Jinseong de Silla), i la seva successora immediata fou la seva cosina Jindeok, que va regnar fins al 654. El seu avi, el rei Jinheung havia estès el territori de Silla cap al nord de la Península de Corea fins a Wiryeseong, l'actual Seül. Silla així estava envoltada per les poderoses forces del regne de Baekje cap al sud i l'oest, el regne de Goguryeo pel nord.
Al principi del seu regnat Seondeok es va preocupar pels conflictes i rebel·lions en el regne veí de Baekje. Quan va complir 14 anys com a reina de Silla va utilitzar el seu enginy quan Baekje va envair els seus dominis: primer va buscar una aliança amb el regne de Goguryeo, quan aquest es va tornar contra ella, a més de Wa (actual Japó), Seondeok va buscar l'ajuda del Regne de Tang de la Xina.
Seondeok, estratègicament, va imitar les acadèmies o els poders menors a la dinastia Tang de la Xina per preparar futurs erudits a Silla. La Reina va tenir la fama d'haver creat un codi de cavalleria anomenat Hwarang (nois de les flors), que fomentava la cultura de la guerra i l'estratègia, i enviava als joves a estudiar arts marcials a la Xina, amb la idea de defensar-se de possibles invasions.
En el primer mes lunar de 647, Bidam, el primer vassall de la cort va començar una revolta sota el lema que la dona no pot regir un país (女主不能善理). La llegenda diu que un estel va caure durant l'aixecament, i que els seguidors de Bidam ho van interpretar com la fi del regnat de Seondeok. Així doncs, Kim Yushin (El comandant en cap dels exèrcits de Silla des de 629) va aconsellar a la reina que fes volar un estel en flames que significaria la tornada de l'estel de nou en el seu lloc. Segons l'historiador coreà Yeomjong, Bidam i els seus trenta seguidors van ser executats
Seondeok va morir d'una malaltia desconeguda i la seva cosina la succeí com la reina Jindeok. Seguint el seu desig, la seva tomba reial està ubicada a la muntanya de Nangsan, a Gyeongju. Aquesta àrea ha estat gestionada com un dels llocs culturals i històrics de Gyeongju.

## Cultura

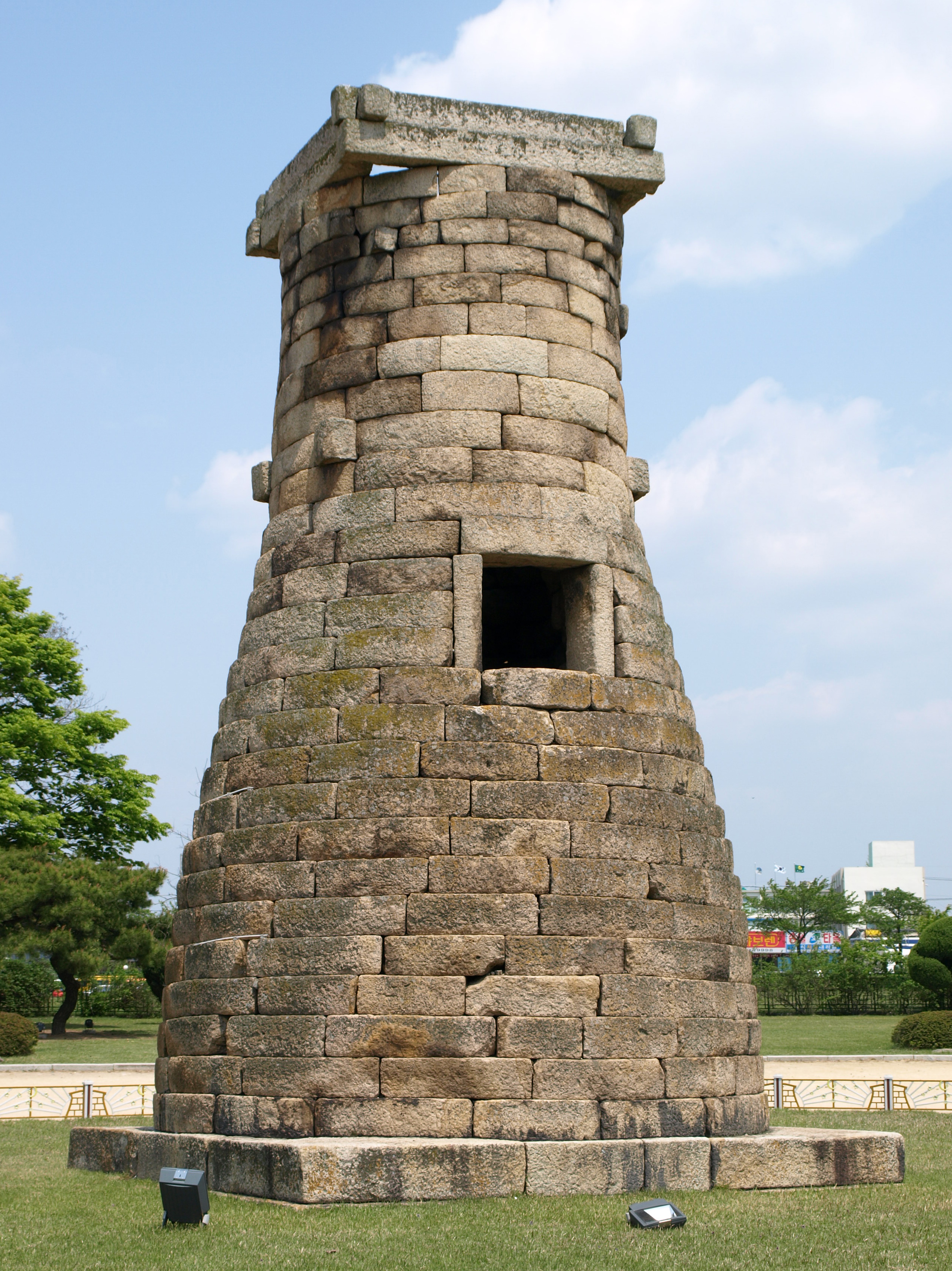
Cheomsongdae és l'observatori astronòmic més antic que es conserva a l'orient, creat per la reina Seondeok. És considerat com el tresor nacional número 31 a Corea.

Sota el regnat de Seondeok es completaren varis temples budistes, com per exemple la pagoda de 9 pisos de Hwangnyongsa. Cada pis assenyalava els noms de 9 països enemics de Silla. La pagoda de fusta de Hwangnyongsa va ser construïda com una crida màgica a les victòries de Silla sobre tots els seus enemics. En una invasió dels mongols l'any 1238 aquests van cremar la pagoda.
Un altre temple, Bunhwangsa es troba relacionat amb l'emperador Tang de la Xina. El primer any del regnat (632), Seondeok va rebre llavors de peonía de l'emperador Taizong de Tang de la Xina amb una pintura. La pintura que se li va enviar descrivia tres flors sense papallones o abelles, significant que la reina no tenia atracció com a dona. En resposta al seu sarcasme, Seondeok va construir el temple, Bunhwangsa que significa “L'emperadriu amb aroma i fragància”.
Seondeok també va construir el primer observatori de l'extrem Oriental, anomenat Cheomseongdae. El cos de la torre comprèn 365 pedres, simbolitzant els 365 dies de l'any, i graons que probablement reflectien que la reina Seondeok va ser la monarca número 27 del regne de Silla. L'encara existeix a Gyeongju, Corea del Sud.

## En representacions els mitjans i cultura
La sèrie de televisió coreana La Reina Seondeok, protagonitzada per Lee Jo-won en el paper de la monarca, està basada en la vida i llegendes de la reina Seondeok de Silla.